# Pawai
Pawai là một thị xã và là một nagar panchayat của quận Panna thuộc bang Madhya Pradesh, Ấn Độ.

## Địa lý
Pawai có vị trí 24°16′B 80°10′Đ / 24,27°B 80,17°Đ Nó có độ cao trung bình là 344 mét (1128 feet).

## Nhân khẩu
Theo điều tra dân số năm 2001 của Ấn Độ, Pawai có dân số 12.003 người. Phái nam chiếm 53% tổng số dân và phái nữ chiếm 47%. Pawai có tỷ lệ 57% biết đọc biết viết, thấp hơn tỷ lệ trung bình toàn quốc là 59,5%: tỷ lệ cho phái nam là 65%, và tỷ lệ cho phái nữ là 47%. Tại Pawai, 19% dân số nhỏ hơn 6 tuổi.